# Trichinopus polygonus
Trichinopus polygonus är en skalbaggsart som beskrevs av Frey 1966. Trichinopus polygonus ingår i släktet Trichinopus och familjen Melolonthidae. Inga underarter finns listade i Catalogue of Life.